# Siluosaurus
Siluosaurus („Ještěr ze Silu (Hedvábné stezky)“) byl rod menšího ornitopodního dinosaura, který žil v období spodní křídy na území dnešní Číny (provincie Kan-su).

## Historie
Fosilie v podobě dvou zubů o délce 7 a 3,7 mm byly objeveny roku 1992 v rámci čínsko-japonské paleontologické expedice. Dnes nesou katalogové označení IVPP V.11117 (1-2) a představují fosilní materiál obskurního taxonu, který je označován jako nomen dubium (pochybné vědecké jméno). V roce 1997 je paleontolog Tung Č’-ming formálně popsal a stanovil vědecké jméno Siluosaurus zhanggiani. Druhové jméno je poctou čínskému diplomatu a cestovateli z 2. století př. n. l. jménem Čang Čchien (anglicky Zhang Qian). Tung se domníval, že zuby patřily jakémusi ornitopodovi z příbuzenstva čeledi Hypsilophodontidae. Více však o tomto dinosaurovi zatím nevíme a k jeho lepšímu poznání bude nezbytné objevit více fosilního materiálu.